# Josef Pechhacker
Josef „Joe“ Pechhacker (* 26. Jänner 1934 in Ybbsitz; † 22. Jänner 2022) war ein österreichischer Film- und Theaterschauspieler. Der vor allem als Theaterschauspieler bekannte Darsteller spielte ab den 1990er Jahren in zahlreichen Episoden von Tom Turbo den Bösewicht und Giftmischer Doktor Gruselglatz bis seine Rolle im Laufe der 2000er Jahre abgesetzt wurde. Bis in seine 80er trat Pechhacker weiterhin in diversen österreichischen Theaterproduktionen in Erscheinung.

## Leben und Karriere
Pechhacker wurde am 26. Jänner 1934 in der Marktgemeinde Ybbsitz in Niederösterreich geboren und schloss seine Schulausbildung im Jahre 1955 mit einer Matura an der HTLV Mödling im Bereich Maschinenbau ab. Zwischen 1961 und 1964 nahm er Schauspielunterricht bei Marie-Luise Rainer und war danach nebenberuflich, hauptberuflich war er bis 1986 als technischer Angestellter tätig, als Schauspieler an diversen Wiener Kleinbühnen, den Sommerspielen Carnuntum, den Sommerspielen Grein, dem Stadttheater St. Pölten, dem Volkstheater Wien, dem Raimundtheater Wien und zahlreichen weiteren aktiv. Von 1973 bis 1986 gehörte er unter anderem dem Kabarett-Ensemble Die Giftzwerge an. 1976 spielte er unter anderem im ORF-TV-Film Antireport unter der Regie von Gerhard Bronner mit. Bis in seine 80er trat Pechhacker weiterhin in diversen österreichischen Theaterproduktionen in Erscheinung, so zum Beispiel 2012 in Gerald Pichowetz’ Die Spanische Fliege oder 2013 in Ehemann zur Ansicht von Rudolf Pfister.
Am 22. Jänner 2022, vier Tage vor seinem 88. Geburtstag, starb Pechhacker.